# 牛奶田音樂娛樂
牛奶田音樂娛樂有限公司成立於2006年3月31日，曾用名心悅音樂有限公司。是臺灣歌手王心凌成立的一家藝人經紀及音樂製作公司。涉及業務有王心凌的專門經紀、唱片製作、演唱會主辦製作及音樂版權等。心悅音樂有限公司 (原名) 在2006年成立後長期閒置。2023年5月16日，心悅音樂有限公司更名為牛奶田音樂娛樂有限公司後正式啟用，並在王心凌的第三輪巡回演唱會《Sugar High 世界巡迴演唱會》海報上首次出現。

## 演唱會
| 年份   | 名稱                      | 來源  |
| ------ | ------------------------- | ----- |
| 2023年 | Sugar High 世界巡迴演唱會 | [ 3 ] |